# Argyroeides gyas
Argyroeides gyas là một loài bướm đêm thuộc phân họ Arctiinae, họ Erebidae.